# Norðurland vestra

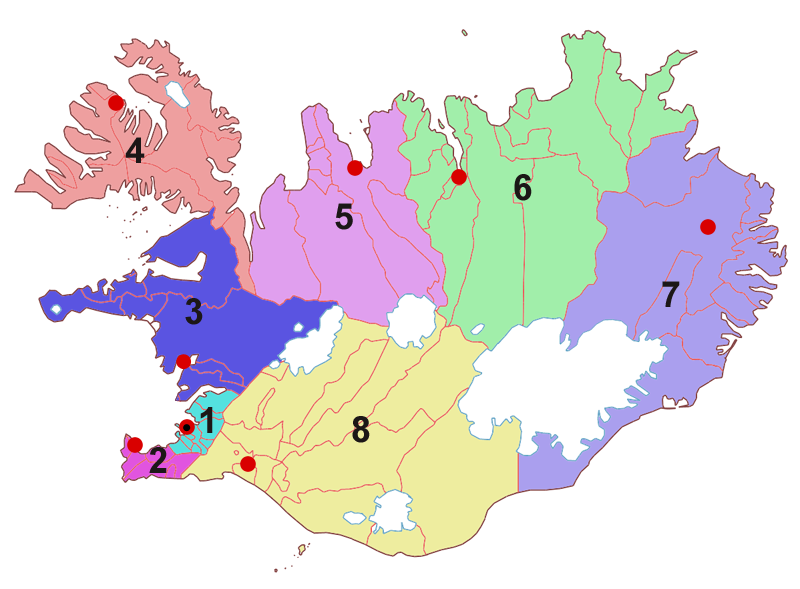
Översiktskarta. Norðurland vestra är nr 5 på kartan.

Norðurland vestra (Västra nordlandet) är en av Islands 8 landsvæði (Islands regioner).

## Geografi
Norðurland vestra ligger i landets nordvästra del och har en area av cirka 12 737 km².
Befolkningen uppgår till cirka 7 500 invånare . Huvudorten och samtidigt största orten är Sauðárkrókur.

## Indelning
Regionen är indelad i 7 kommuner
- Akrahreppur
- Blönduósbær
- Húnaþing vestra
- Húnavatnshreppur
- Skagabyggð
- Skagafjörður
- Skagaströnd

## Historia
År 1900 under Danmarks styre var Island indelat i 3 amt (län) Norð (Nord), Vest (Väst) och Suð (Syd).
Sedan indelades landet i 4 fjärdingar Vestfirðingafjórðungur (Västfjordfjärdingen), Norðlendingafjórðungur (Norra fjärdingen), Austfirðingafjórðungur (Östfjordfjärdingen) och Sunnlendingafjórðungur (Södra fjärdingen).
Senare kom indelningen att gälla regioner. År 1937 ökades antalet regioner till fem, 1945 till sju och 1960 till åtta regioner.
Före 2003 utgjorde regionerna även landets valkretsar innan man ändrade valkretsarnas gränser för att öka balansen vid val.
Idag används regionerna främst av statistiska skäl. Även landets postnummer följer regionerna, med ett fåtal undantag.